# Adistemia
Adistemia is een geslacht van kevers uit de familie schimmelkevers (Latridiidae).

## Soorten
- A. bicarinata (Belon, 1897)
- A. ciliata Dajoz, 1967
- A. convexa Dajoz, 1974
- A. chilensis Dajoz, 1974
- A. jeanneli Dajoz, 1960
- A. microphthalma Dajoz, 1967
- A. minuta Dajoz, 1967
- A. okeefei Andrews, 1998
- A. petiti Dajoz, 1960
- A. prenanti Dajoz, 1960
- A. pubescens Dajoz, 1974
- A. rileyi Hinton, 1941
- A. watsoni (Wollaston, 1871)